# Nepřívaz
Nepřívaz, do roku 1918 Nepřívazy, německy Epperswagen byla obec, která zanikla okolo roku 1946 kvůli vystěhování Němců a vytvoření vojenského prostoru Libavá.
Obec se nacházela pod Jílovým vrchem v Oderských vrších, přibližně 18 km severovýchodně od Olomouce. Patřila do tehdejšího i dnešního okresu Olomouc (Moravskoslezský kraj). Lesní lánová ves s kamenitými pozemky ležela v horském zalesněném terénu v nadmořské výšce 590 m na katastru o rozloze 1333 ha.
Poprvé byla Nepřívaz zmíněna písemně v roce 1364 jako Neprzywas, v roce 1406 jako Neprzywazie. Jméno vesnice bylo odvozeno od osobního jména Nepřivad (v jehož koncové části byl obsažen kořen slovesa vaditi sě - "přít se") a znamenalo "Nepřivadův majetek". Jméno je doloženo i v podobě Nepřivazí (střední rod) a Nepřívazy. Délka prostřední samohlásky vznikla přikloněním ke slovesu přivázati. Samostatnou obcí se stala roku 1850.

## Vývoj počtu obyvatel
| Rok            | 1835 | 1880 | 1900 | 1921 | 1930 |
| -------------- | ---- | ---- | ---- | ---- | ---- |
| Počet obyvatel | 419  | 370  | 425  | 418  | 403  |
| Počet domů     | 55   | 61   | 64   | 69   | 69   |

## Pomník obce
Na bývalém místě stojí pomník, který postavili v r. 1993 místní rodáci a na němž je česky i německy text
| „ | Zde stála naše rodná obec Epperswagen (Nepřívazy). Zmiňovaná je již v r. 1200, zanikla v r. 1946. Hier stand unser Heimatort Epperswagen. Erwähnt um das Jahr 1200 bis 1946. | “ |

## Další informace
Poblíže, na Nepřívazském potoku, se nachází Nepřívazský vodopád (cca 3 metry vysoký). Nepřívaz a blízké okolí jsou veřejnosti nepřístupné, ale obvykle jedenkrát ročně mohou být přístupné veřejnosti v rámci cyklo-turistické akce Bílý kámen.

## Galerie

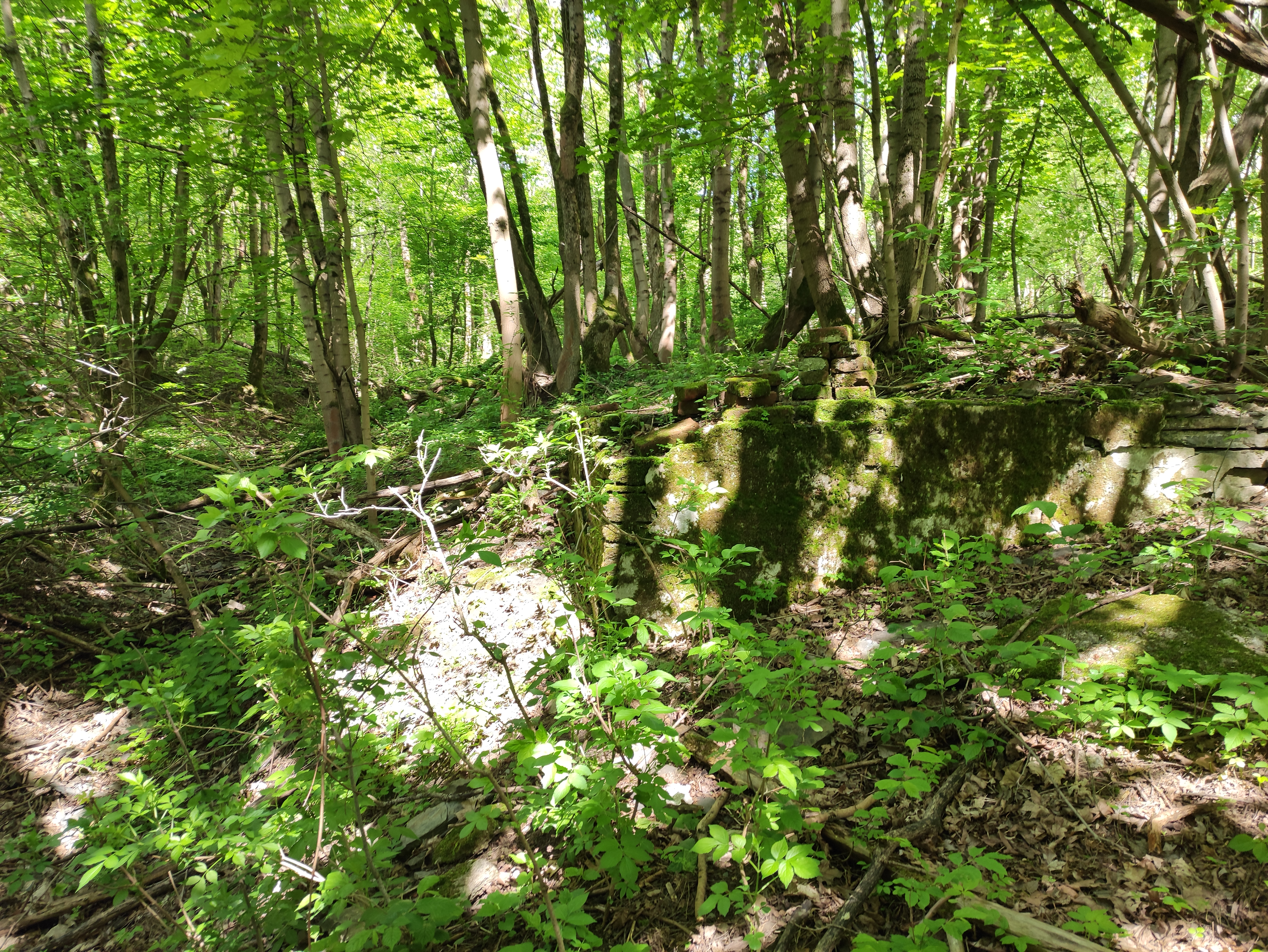
Nepřívaz ruiny
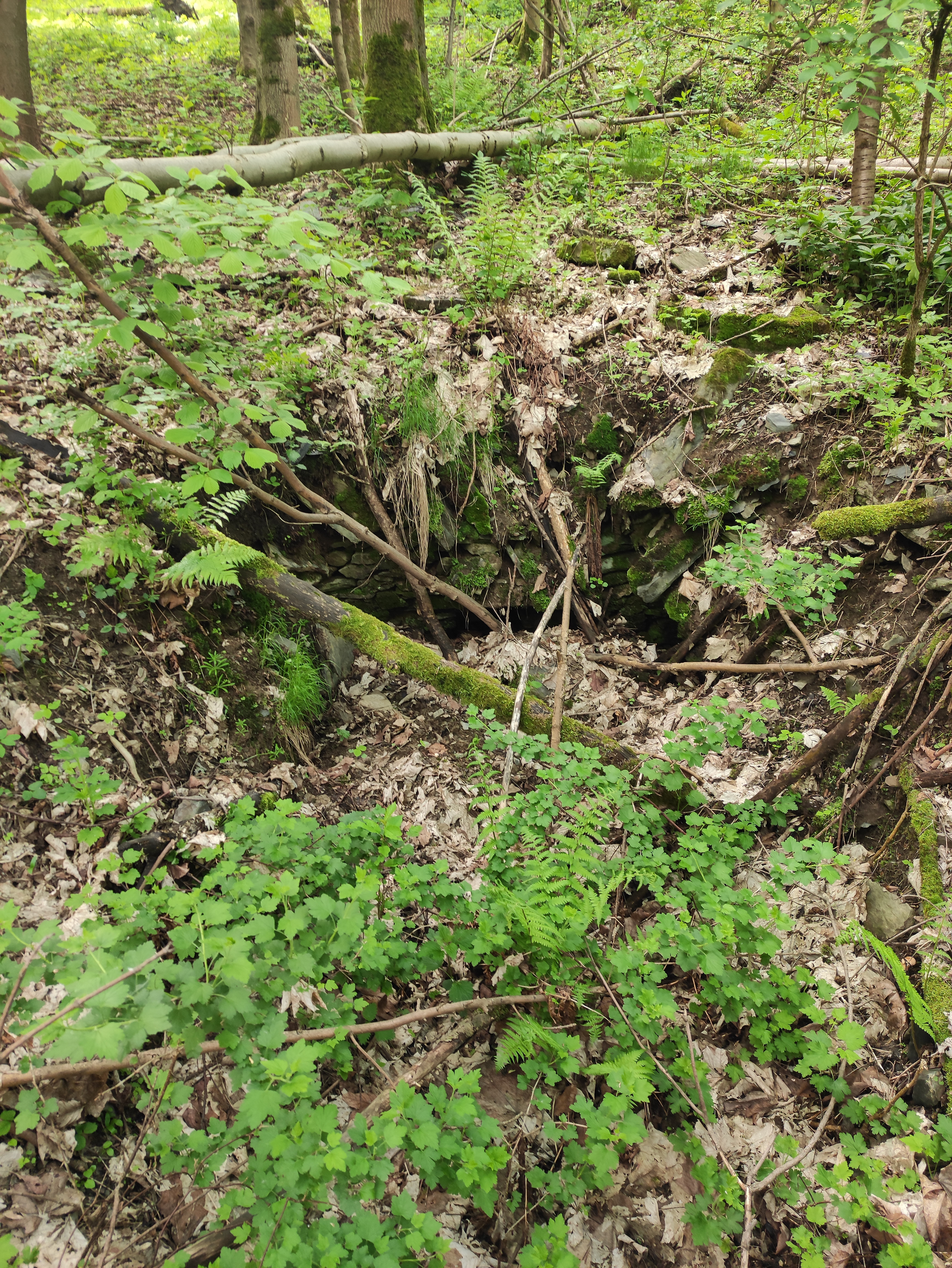
Nepřívaz ruiny
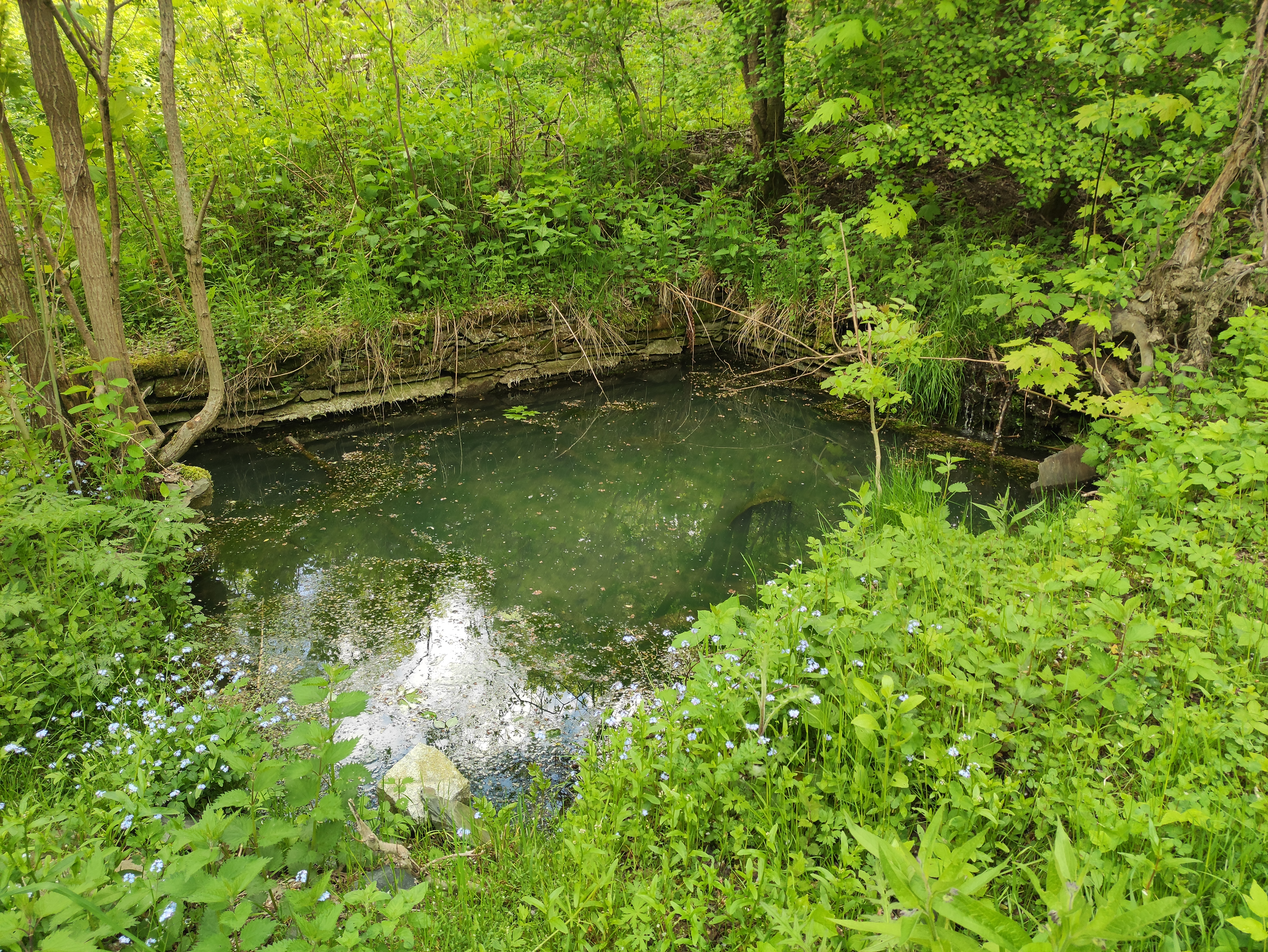
Nepřívaz - nádrž u památníku obce
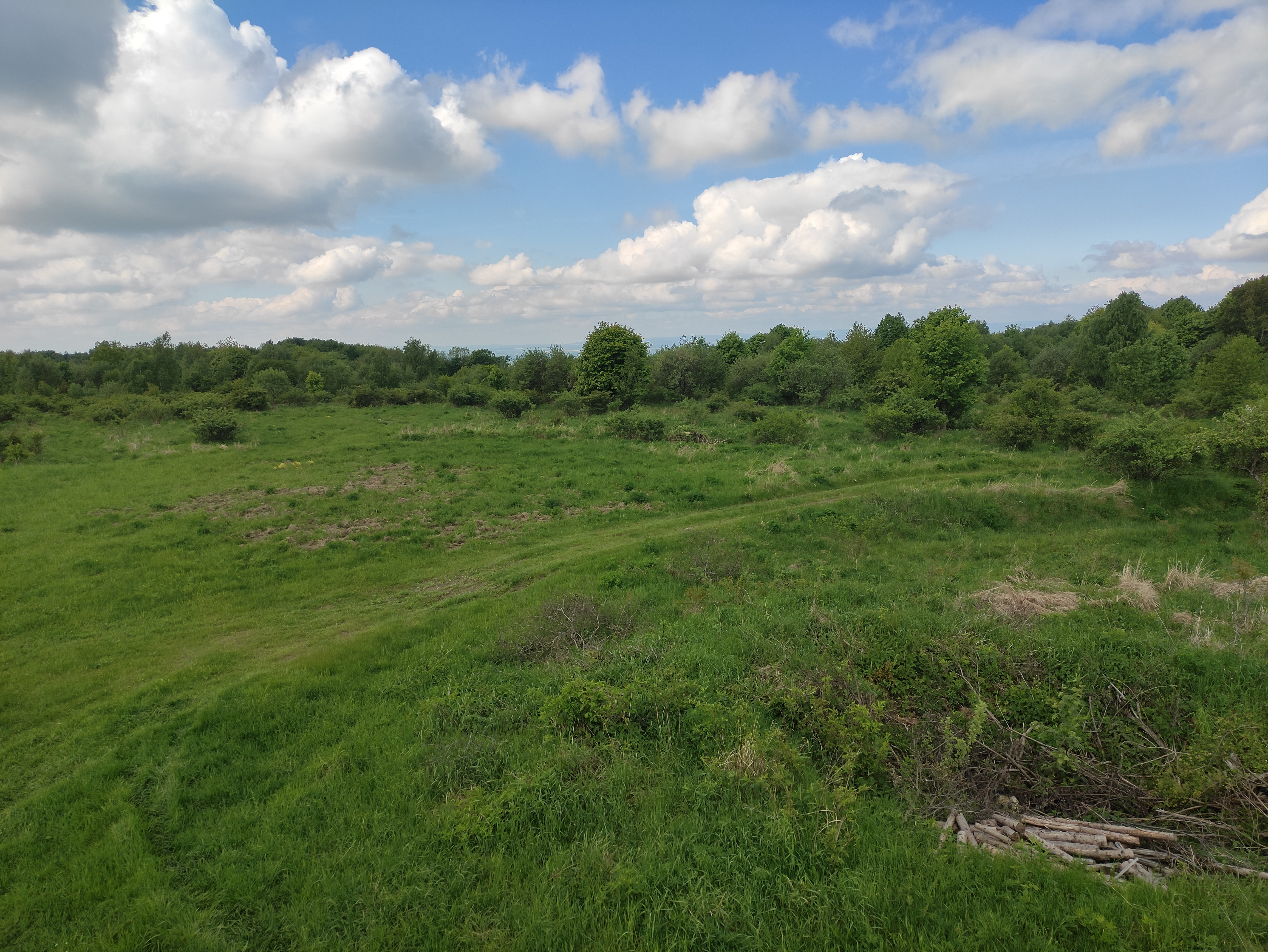
Nad obcí Nepřívaz
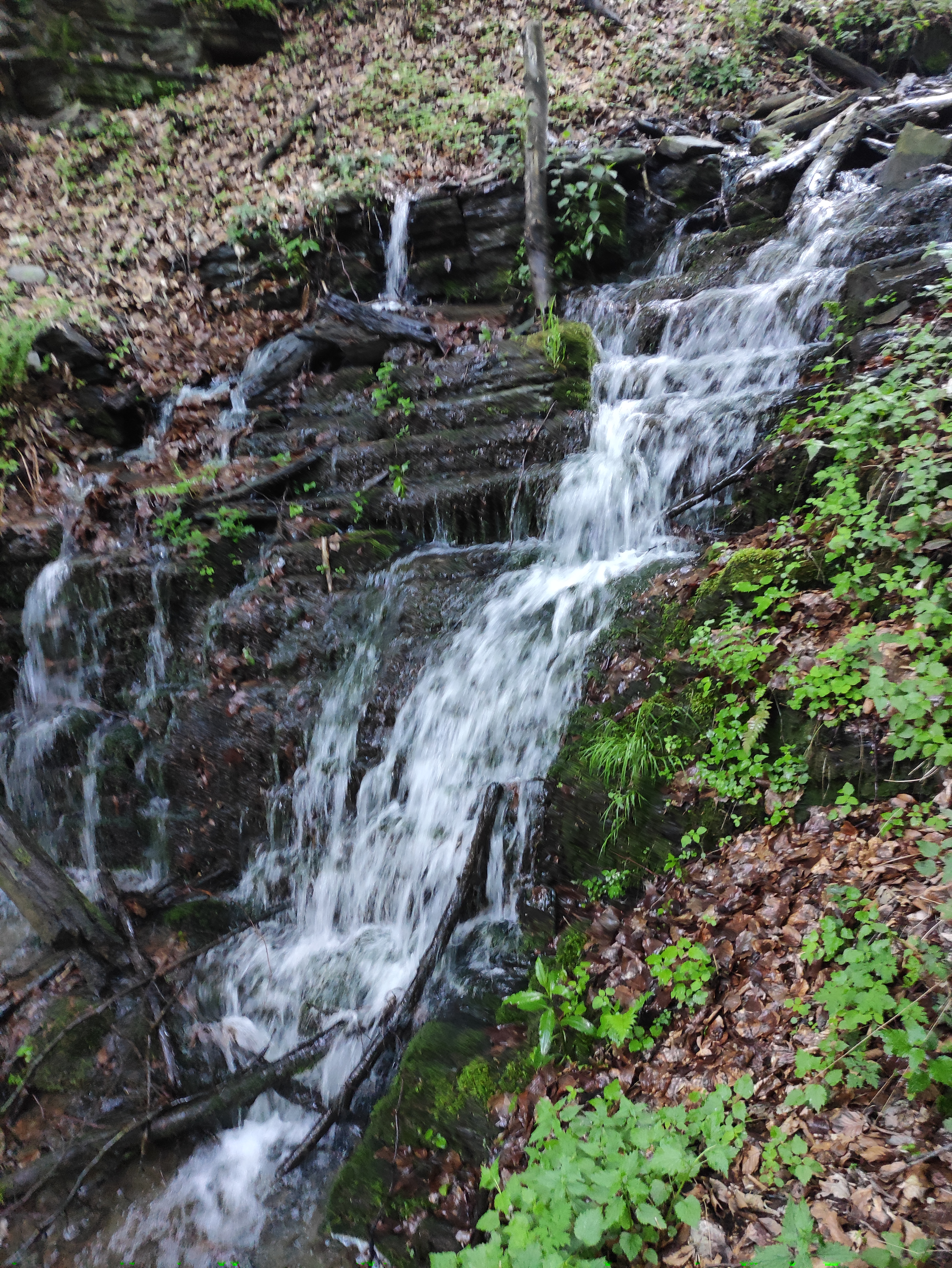
Nepřívazský vodopád